# Sandinistisch Nationaal Bevrijdingsfront
Het Sandinistisch Nationaal Bevrijdingsfront (Spaans: Frente Sandinista de Liberación Nacional, FSLN) ook de sandinisten (Spaans: Sandinistas) is een socialistische politieke partij en voormalige revolutionaire beweging uit Nicaragua. Het FSLN regeerde Nicaragua van 1979 tot 1990 en is sinds 2006 weer aan de macht.

## Revolutie
De sandinisten noemden zichzelf naar Augusto César Sandino, een revolutionair die in de jaren 1920-30 streed tegen de bezetting van Nicaragua door de Verenigde Staten. Geïnspireerd en gesteund door Cuba, vocht het FSLN aanvankelijk een guerrillaoorlog tegen de dictatuur van de familie Somoza. In 1979 wisten ze de laatste Somoza, Anastasio Somoza Debayle, te verdrijven; deze werd een jaar later in Paraguay vermoord door een voormalig lid van het Argentijnse Revolutionair Volksleger. De sandinisten namen een land over dat in puin lag, met een schuld van 1,6 miljard Amerikaanse dollar, een geschatte 50.000 oorlogsdoden, 600.000 daklozen en een totaal ontwrichte economische infrastructuur.
Hoewel de meeste prominente leiders, zoals Daniel Ortega, marxist waren, had het nieuwe regeringscomité een breed spectrum aan ideologieën. Nadat ze aan de macht waren gekomen vormden ze een Comité van Nationale Wederopbouw. Hun programma omvatte onder meer:
- Nationalisering van het bezit van de Somoza's en hun collaborateurs
- Landhervorming
- Gelijkheid van man en vrouw

Een van de grootste successen van de revolutie was de alfabetiseringscampagne. Binnen zes maanden werd een half miljoen mensen geleerd te lezen, wat het percentage ongeletterden terugbracht van 50 tot 13. Het grote succes van deze campagne werd beloond door de UNESCO met de toekenning van de Nadezhda Krupskaya International-prijs, genoemd naar de Sovjetpedagoge die Lenins vrouw was.
De Verenigde Staten waren bevreesd dat de sandinisten een springplank zouden vormen voor het communisme in Latijns-Amerika. Vanaf 1981 steunden de Verenigde Staten de contra's, een verzameling gewapende groeperingen van verschillende pluimage die een afkeer van het Sandinistische regime gemeen hadden. De belangrijkste groepering was het FDN, een vanuit Honduras opererende terroristische organisatie die zich tegen zowel militaire als burgerdoelen richtte en grotendeels bestond uit voormalige leden van Somoza's Nationale Garde. Een andere groepering, het in 1983 opgerichte en vanuit Costa Rica opererende ARDE, werd geleid door Edén Pastora, een voormalig Sandinistisch kopstuk dat het oneens was met de communistische koers die na de revolutie werd ingeslagen. Onder Pastora's aanhang bevonden zich veel Miskito-indianen die door de sandinisten met geweld van hun land waren verjaagd.
In 1982 verklaarde het Amerikaanse Congres dat de contra's terroristen waren en dat de VS ze daardoor niet zouden moeten steunen, maar president Ronald Reagan bleef hen clandestien toch hulp sturen. Dit leidde onder andere tot het Iran-contra-schandaal. 
Ondanks de successen van de sandinisten was er kritiek op de mensenrechtensituatie. De vrijheid van godsdienst zou worden geschonden en er werd getracht de indianen te dwingen hun traditionele levensstijl op te geven. Een schaduwzijde van het onderwijs waren de gebruikte methodes; kinderen leerden tellen met behulp van plaatjes met daarop geweren en handgranaten.

## Verkiezingen
In 1984 werden er verkiezingen gehouden. Het FSLN kreeg 63% van de stemmen en in januari 1985 trad Ortega aan als president. De verkiezingen werden door tegenstanders oneerlijk genoemd en door een deel van de oppositie geboycot, maar die mening werd niet gedeeld door internationale waarnemers en de Verenigde Naties. De Verenigde Staten erkenden de verkiezingen niet en zetten de steun aan de contra's voort. De Nicaraguaanse regering stapte daarop naar het Internationaal Gerechtshof, dat de Verenigde Staten veroordeelde en gebood de steun te staken.
In 1990 werden er opnieuw verkiezingen gehouden. Ortega verloor deze verkiezingen van een verbond van oppositiepartijen en Violeta Barrios de Chamorro werd president. Volgens tegenstanders van de sandinisten won de oppositie de verkiezingen omdat de sandinisten zich met veel maatregelen impopulair hadden gemaakt. Veel linkse critici meenden daarentegen dat de Nicaraguaanse bevolking murw was geworden door de contra's en de economische boycot van de VS en daardoor maar op de oppositie had gestemd om de oorlog te beëindigen.
Van 1990 tot 2007 was het FSLN de belangrijkste oppositiepartij van het land. In 1995 splitsten een aantal leden zich af van de partij, die in hun ogen te corrupt was geworden en de idealen van Sandino had verkwanseld, en richtten de Sandinistische Herstelbeweging (MRS) op. In 2007 wist het FSLN de verkiezingen weer te winnen en werd Ortega opnieuw president.
In de daarop volgende jaren gleed het land onder het autoritaire regime van Daniel Ortega steeds verder af naar een semi-dictatuur. Van een vrije pers is geen sprake meer terwijl Ortega volledige controle over het leger, politie en de rechterlijke macht heeft. In 2018 kwamen onder grote protesten honderden demonstranten om het leven en worden kansrijke tegenstanders politieke gevangenen.